# Вингерсайм
Вингерсайм (фр. Wingersheim [viŋərsajm]) — упразднённая коммуна на северо-востоке Франции в регионе Эльзас — Шампань — Арденны — Лотарингия, департамент Нижний Рейн, округ Саверн, кантон Буксвиллер. До марта 2015 года коммуна административно входила в состав упразднённого кантона Ошфельден (округ Страсбур-Кампань). Упразднена с 1 января 2016 года и объединена с коммунами Женсайм, Миттелозен и Оатсенайм в новую коммуну Вингерсайм-ле-Катр-Бан.
Площадь коммуны — 8,0 км², население — 1126 человек (2006) с тенденцией к росту: 1173 человека (2013), плотность населения — 146,6 чел/км².

## Население
Население коммуны в 2011 году составляло 1189 человек, в 2012 году — 1181 человек, а в 2013-м — 1173 человека.
| 1962 | 1968 | 1975 | 1982 | 1990 | 1999 | 2006 | 2008 | 2011 | 2012 | 2013 |
| ---- | ---- | ---- | ---- | ---- | ---- | ---- | ---- | ---- | ---- | ---- |
| 852  | 829  | 873  | 1006 | 1012 | 1046 | 1126 | 1159 | 1189 | 1181 | 1173 |

Динамика населения:

## Экономика
В 2010 году из 775 человек трудоспособного возраста (от 15 до 64 лет) 577 были экономически активными, 198 — неактивными (показатель активности 74,5 %, в 1999 году — 72,4 %). Из 577 активных трудоспособных жителей работали 560 человек (289 мужчин и 271 женщина), 17 числились безработными (11 мужчин и 6 женщин). Среди 198 трудоспособных неактивных граждан 73 были учениками либо студентами, 93 — пенсионерами, а ещё 32 — были неактивны в силу других причин.

## Достопримечательности (фотогалерея)

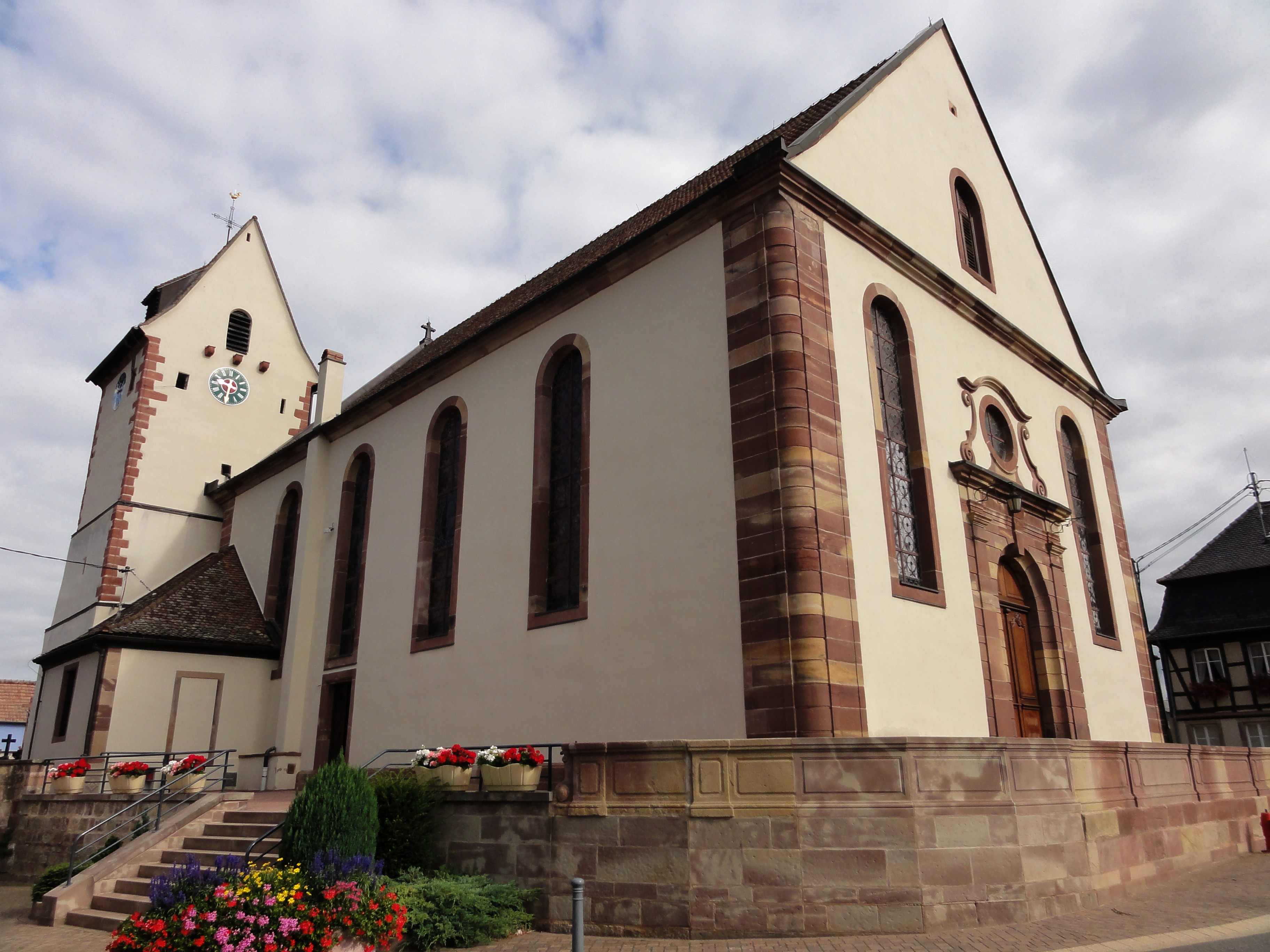
Церковь святого Николая
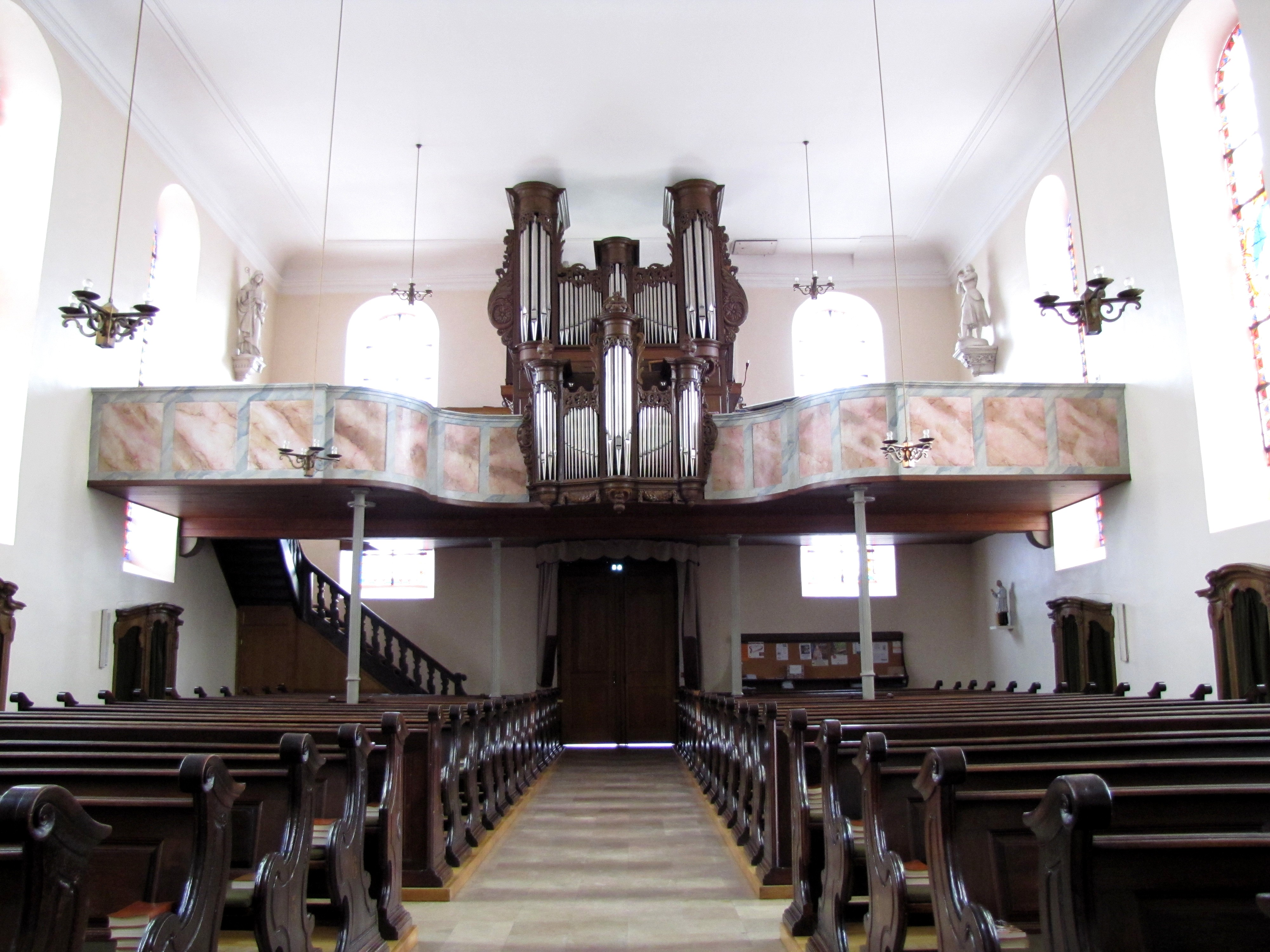
Интерьер
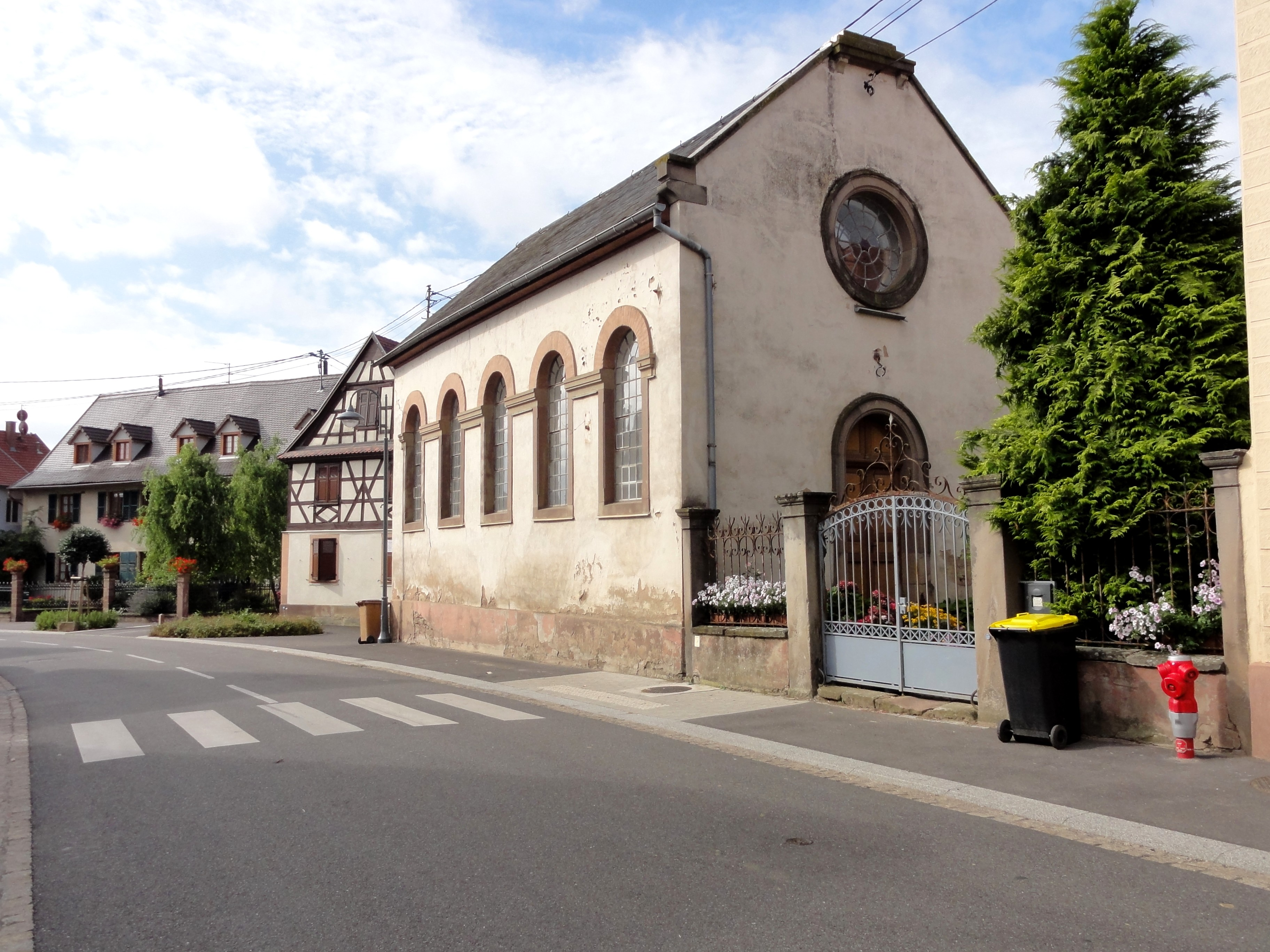
Синагога
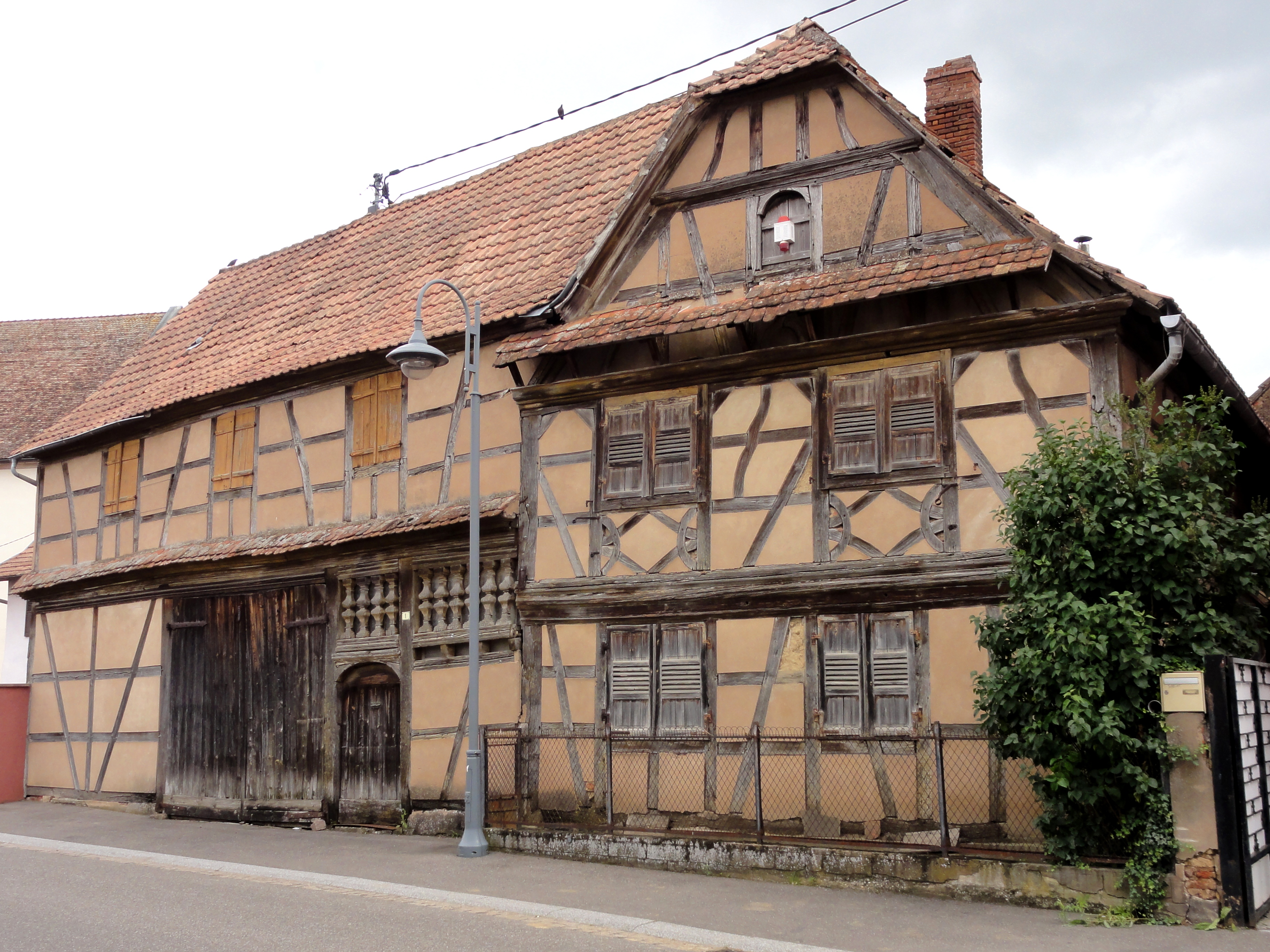
Старое здание